# Янне Саксела
Янне Саксела (фін. Janne Saksela, нар. 14 березня 1993, Вантаа) — фінський футболіст, захисник у «Спарти» (Роттердам).

## Клубна кар'єра
Футболом почав займатися в 1998 році в клубі САПА. У 2004—2006 роках він був гравцем ГІКа, а в 2007 році перейшов у ПК-35. У віці 16 років дебютував у першій команді цього клубу. У листопаді 2011 року підписав дворічний контракт з ГІКом, однак грав тільки в дублі цього клубу.
У серпні 2012 року був відданий в оренду на місяць у клуб «Ювяскюля», однак ще до закінчення оренди він підписав з цим клубом контракт до кінця сезону 2013 року, а в травні 2013 року продовжив угоду на два роки.
В листопаді 2013 року підписав дворічний контракт з РоПСом. У листопаді 2014 року він перебував на перегляді в AIKy, але в команді не лишився і у грудні 2015 продовжив контракт з РоПСом ще на рік.
У жовтні 2016 року підписав контракт на 2,5 року зі «Спартою» (Роттердам), який набрав чинності з 1 січня 2017 року. Дебютував в новому клубі 27 січня 2017 року в матчі проти клубу «Віллем II» (2:3).

## Представницька кар'єра
У збірній Фінляндії дебютував 10 січня 2016 року в програному з рахунком 0:3 матчі зі Швецією.

## Акторська кар'єра
У 2006 році знявся у короткометражному фільмі «Silta», а також у фільмі «Таємниця вовка» (фін. «Suden arvoitus»), в якому зіграв роль Матіаса Лайтега. Знявся також у фільмі «Lokakuun valoa» в 2009 році і одному епізоді серіалу «Ketonen & Myllyrinne» у 2010 році.

## Титули і досягнення
- Чемпіон Фінляндії (2):

ГІК: 2021, 2022